# Romain Rolland
Romain Rolland  (n. 29 ianuarie 1866, Clamecy, Bourgogne, Franța – d. 30 decembrie 1944, Vézelay, Bourgogne, Franța) a fost un scriitor francez, laureat al Premiului Nobel pentru Literatură în anul 1915.

## Motivația Juriului Nobel
"ca un omagiu adus înaltului idealism al creației lui literare și dragostei de adevăr cu care a descris diferite tipuri umane".

## Date biografice
Romain Rolland s-a născut la Clamecy, unde și-a făcut o parte din studiile liceale (1873-1880).
În 1884 devine elevul lui Paul Claudel, la Liceul Louis-le-Grand din Paris, iar în 1889 este absolvent al "Școlii Normale Superioare". Își continuă studiile la "Școala franceză" din Roma, unde o cunoaște pe muziciana Malwida von Meysenbug, mare admiratoare a lui Wagner. Se căsătorește cu Clotilde Bréal (1892), de care se va despărți în 1901. Doctor în litere în 1895, devine profesor de istoria artelor la Sorbona (1904 - 1912).
Încă din 1901 începe să ducă o corespondență cu Tolstoi. Debutează ca dramaturg în 1895, cu piesa Saint-Louis, urmată de alte piese reunite sub titlul Théâtre de la Révolution (Teatrul Revoluției), din care cea mai cunoscută este Danton (1900), ultima în ordine cronologică fiind Robespierre (1939). Cu Vie de Beethoven (Viața lui Beethoven, 1903), inițiează un ciclu de "vieți de oameni iluștri": Michelangelo, Haendel, Tolstoi, Mahatma Gandhi.

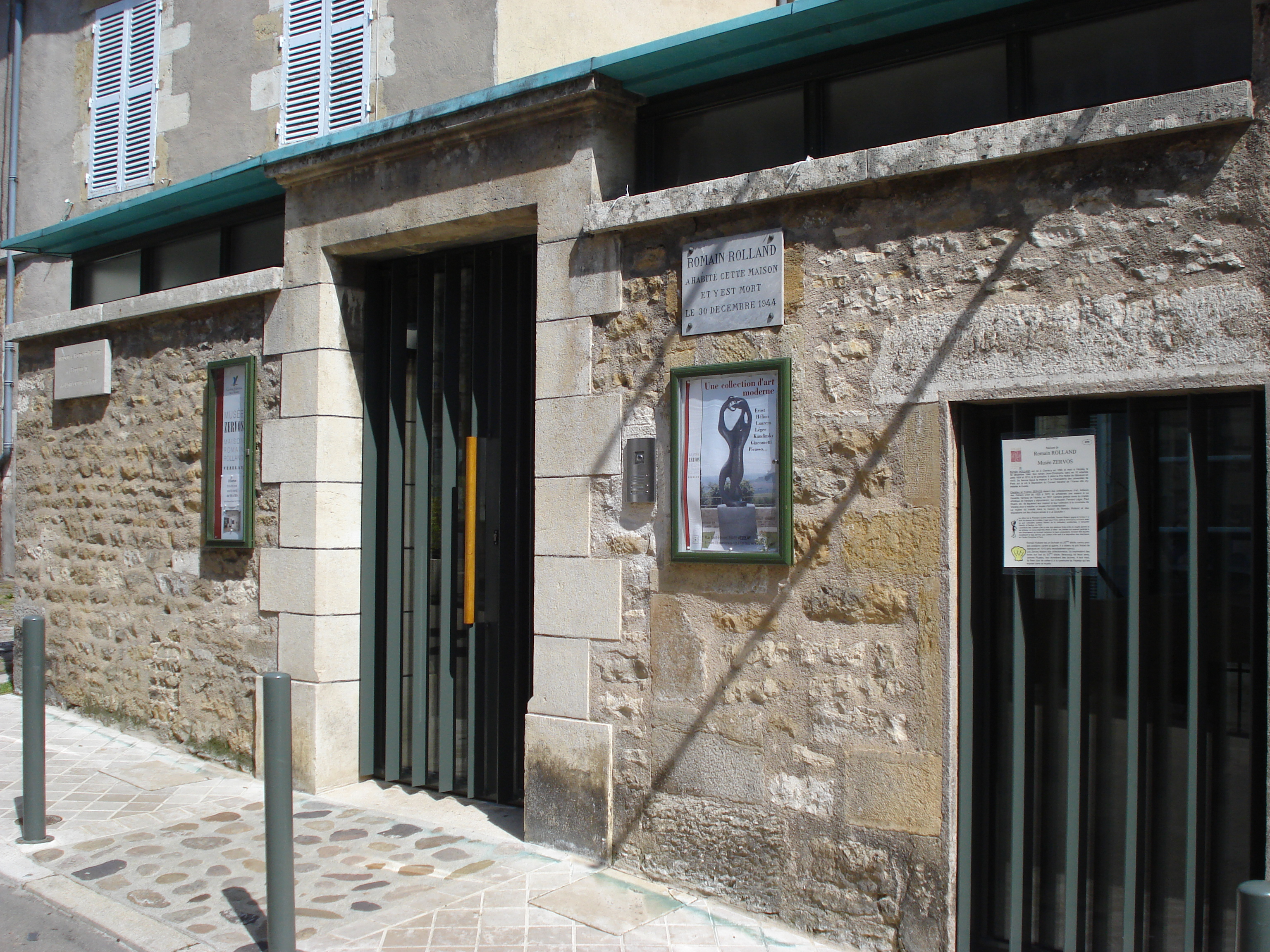
Casa lui Romain Rolland

Între 1904 - 1914 publică romanul-fluviu în 10 volume Jean-Christophe (distins cu Grand Prix de l'Académie française în 1913), cea mai importantă operă a lui Romain Rolland. Situându-se pe poziții pacifiste, condamnă războiul (izbucnit în 1914) în culegerea de articole Au-dessus de la mêlée (Deasupra învălmășelii) (1915).
I se acordă în 1915 Premiul Nobel. Donează Crucii Roșii internaționale suma de bani ce-i revine. Apar romanele Colas Breugnon (1919), Pierre et Luce (1920), Clérambault (1920) precum și cel de-al doilea roman-fluviu al său L'Âme enchantée (Inimă vrăjită, 1922-1933). 
În perioada dintre cele două războaie se afirmă ca militant antifascist.
Este vizitat de Gandhi la Villeneuve, în Elveția (1931).
În 1932 prezidează, alături Barbusse, Congresul internațional de la Amsterdam împotriva războiului. Refuză "Medalia Goethe", decernată de Hitler (1933).
În 1934 se căsătorește cu o tânără rusoaică, iar în anul următor îl vizitează pe Gorki în URSS. Fondator al revistei Europe (1923), l-a descoperit și l-a susținut pe Panait Istrati. 
Romain Rolland moare la 30 decembrie 1944 la Vézelay, în ținutul său natal, unde revine după douăzeci și patru de ani de exil petrecuți în Elveția.
Personalitatea sa de scriitor-cetățean a fost adeseori comparată cu cea a lui Voltaire, Romain Rolland exercitând o importantă influență asupra opiniei publice europene din primele patru decenii ale secolului trecut.

## Opera

### Teze de doctorat
- Les Origines du théâtre lyrique moderne (Originile teatrului liric modern) (1885)
- Causes du déclin de la peinture italienne au cours XVIe siècle (Cauzele declinului picturii italiene în secolul al XVI-lea ) (1895)

### Teatru
- Saint-Louis (1895)
- Aërt (1897)
- Les Loups (Lupii) (1898 -1899)
- Le Triomphe de la raison (Triumful rațiunii) (1899)
- Le temps viendra (Va veni și vremea) (1903)
- Danton (1900)
- La Montespan (Doamna de Montespan) (1904)
- Les Vaincus (Cei învinși) (1922)
- Le Jeu de l'amour et de la mort (Jocul iubirii și al morții) (1925)

### Romane
- Jean-Christophe, 10 vol. (1904-1912)
- Colas Breugnon  (1919)
- Pierre et Luce  (1920)
- Clérambault (1920)
- L'Âme enchantée (Inimă vrăjită), 3 vol.(1922-1933)

### Vieți de oameni iluștri
- Vie de Beethoven (Viața lui Beethoven) (1903)
- Vie de Michel-Ange (Viața lui Michelangelo) (1905)
- Vie de Haendel (Viața lui Haendel)  (1910
- La Vie de Tolstoï (Viața lui Tolstoi) (1911)
- Mahatma Gandhi (1923)

### Eseuri, articole
- Le Théâtre du peuple, essai d'ésthétique d'un théâtre nouveau (Teatrul poporului, eseu privind estetica unui teatru nou) (1903)
- Au-dessus de la mêlée (Deasupra învălmășelii) (1915)
- Compagnons de route (Tovarăși de drum) (1936)